# Чабрадски Врбовок (район Крупина)

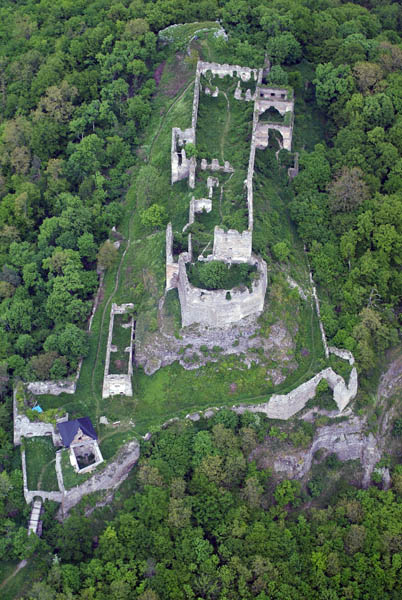
Вид на руины замка

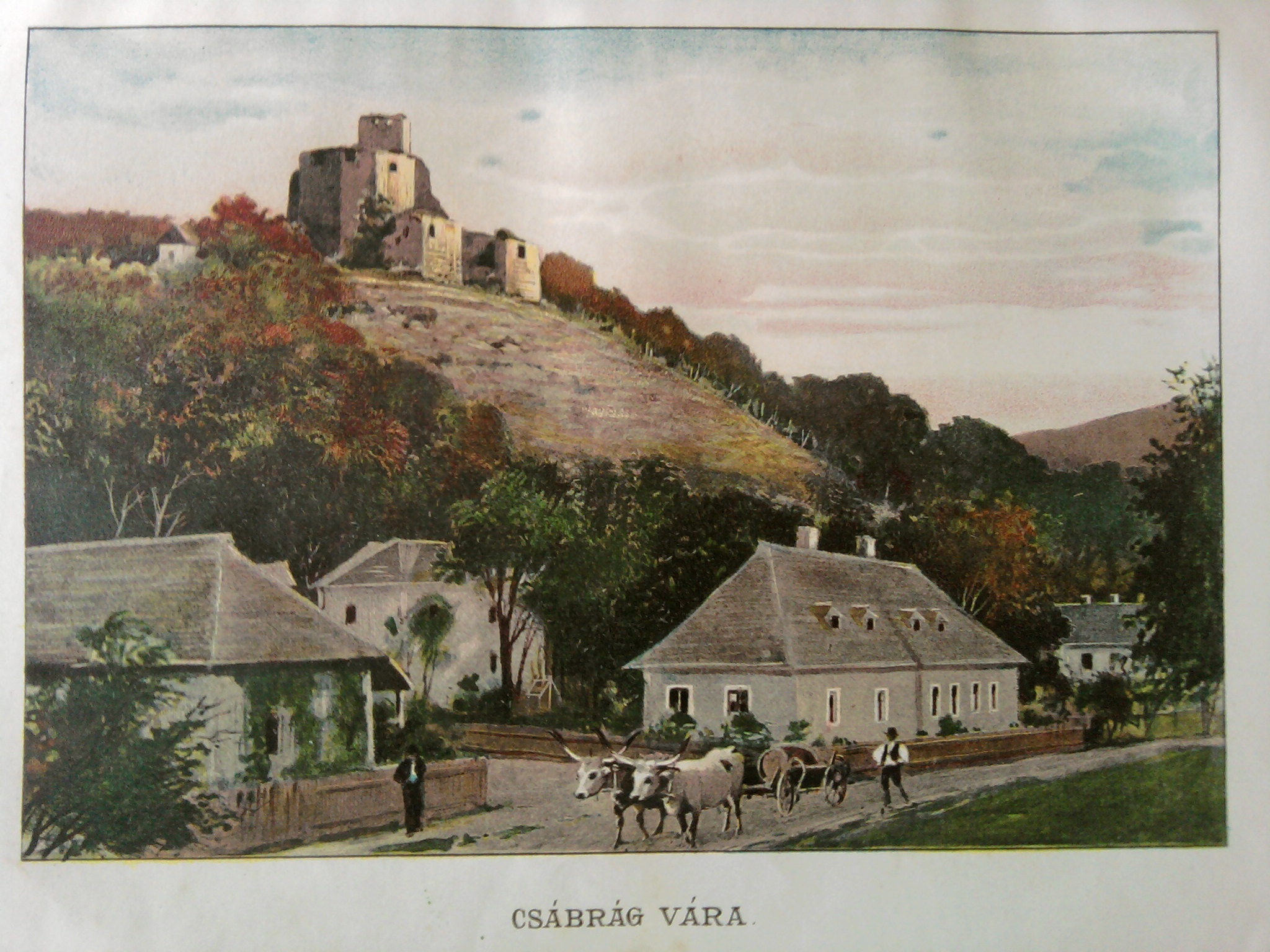
Вид Чабрадски Врбовок в 1906 г.

Чабрадски Врбовок (словац. Čabradský Vrbovok, венг. Csábrágvarbók) — деревня района Крупина Банскобистрицкого края Словакии.
Расположена в исторической области Словакии — Гонт на Крупинска Планине в 14 км южнее административного центра г. Крупина.
Население — 254 человека (на 31 декабря 2014 г.).
Находится у подножья Чабрадского замка XIII века.

## История
На территории деревни обнаружены погребения лужицкой культуры позднего бронзового века. Деревня впервые упоминается в 1135 году, под названием Werbouch, позднее переименована в Werbouk Inferior (1262), Warabuk (1285), Werbok (1342), Hradecký Wrbowek (1808), с 1920 года носит название Чабрадски Врбовок, по-венгерски — Csábrágvarbók. В 1276 году впервые упоминается как один из оборонных пунктов для защиты шахтерских поселений Словакии. С XV века принадлежал королю. В XV веке его взяли гуситские войска, которыми командовал Ян Йискра. С конца XVI века замок стал резиденцией дворянского рода Кохари. В 1585 и 1602 годах он выдержал нападения турок. В XVII—XVIII веках несколько раз осаждался повстанцами. В 1812 году замок полностью сгорел и был заброшен.
В XIX веке здесь развивалось стекольное производство. Во время Второй мировой войны жители деревни участвовали в Словацком национальном восстании, в деревне располагался штаб партизанских групп майора Миронова.
До 1918 года входила в состав Королевства Венгрия, затем — Чехословакии.

## Население
| Год:                | 1994 | 2004    | 2014    | 2024    |
| ------------------- | ---- | ------- | ------- | ------- |
| Количество человек: | 289  | 273     | 254     | 230     |
| Разница:            |      | −5,53 % | −6,95 % | −9,44 % |